# Równanie Arrheniusa
Równanie Arrheniusa – równanie, podane przez szwedzkiego chemika Svantego Arrheniusa, wyrażające zależność stałej szybkości reakcji od temperatury:
{\displaystyle k=Ae^{\frac {-E_{\mathrm {a} }}{RT}}}
lub w postaci logarytmicznej:
{\displaystyle \ln k=\ln A-{\frac {E_{\mathrm {a} }}{RT}},}
gdzie:
{\displaystyle k} – stała szybkości reakcji,
{\displaystyle A} – czynnik przedeksponencjalny związany z częstością zderzeń skutecznych w danej reakcji,
{\displaystyle e} – podstawa logarytmu naturalnego,
{\displaystyle E_{\mathrm {a} }} – energia aktywacji reakcji (J·mol−1),
{\displaystyle T} – temperatura bezwzględna,
{\displaystyle R} – uniwersalna stała gazowa wynosząca 8,31446261815324 J·mol−1·K−1.

Wykres Arrheniusa. Dane doświadczalne reakcji 2 NO2 → 2 NO + O2 zostały naniesione w układzie współrzędnych dając w przybliżeniu linię prostą

Równanie Arrheniusa w postaci logarytmicznej ma dwie zmienne, {\displaystyle k} i {\displaystyle T,} i można je zapisać w postaci {\displaystyle \ln k=a-b/T,} w której {\displaystyle a} i {\displaystyle b} są stałymi. Oznacza to, że między {\displaystyle \ln k} a {\displaystyle 1/T} zachodzi zależność liniowa. Dzięki temu, znając doświadczalne wartości stałych szybkości reakcji w kilku temperaturach, można łatwo wyznaczyć zarówno wartość stałej {\displaystyle A,} jak i energię aktywacji danej reakcji. Nachylenie uzyskanej linii ma wartość {\displaystyle -{\frac {E_{\mathrm {a} }}{R}},} a punkt przecięcia linii z osią rzędnych ma wartość {\displaystyle \ln Ay}.

## Równanie Arrheniusa dla procesów relaksacyjnych
Równanie Arrheniusa opisywać może też procesy relaksacyjne drgań cząstek (np. atomów w cząsteczce) wzbudzonych termicznie. Ma ono wówczas postać:
{\displaystyle v_{\mathrm {r} }=v_{0}e^{\frac {-E_{\mathrm {a} }}{RT}},}
gdzie:
{\displaystyle v_{\mathrm {r} }} – częstość relaksacji,
{\displaystyle v_{0}} – częstość drgań cieplnych,
{\displaystyle E_{\mathrm {a} }} – energia aktywacji procesu relaksacyjnego.